# Lee Smolin
Lee Smolin (Nueva York, Estados Unidos, 1955) es un físico teórico dedicado al estudio de la gravedad cuántica, la cosmología y la teoría cuántica. 

## Trayectoria
Tras estudiar en el Hampshire College y en la Universidad Harvard, fue profesor de física en la Universidad Yale, Siracusa y Penn. 
En 2001 se convirtió en miembro fundador e investigador del Perimeter Institute for Theoretical Physics de Ontario (Canadá), desde donde propone una aproximación diferente al problema de la unificación de la teoría de la relatividad con la cuántica llamada gravedad cuántica de bucles. Sus investigaciones también abarcan la teoría de cuerdas (descripción completa, unificada y consistente de la estructura fundamental de nuestro universo), la biología teórica, la filosofía y la teoría política.[cita requerida]

## Teorías y trabajos

### Gravedad cuántica de bucle
Smolin contribuyó a la teoría de la gravedad cuántica de bucles (LQG) en el trabajo colaborativo con Ted Jacobson, Carlo Rovelli, Louis Crane, Abhay Ashtekar y otros. LQG es una aproximación a la unificación de la mecánica cuántica con la relatividad general que utiliza una reformulación de la relatividad general en el lenguaje de las teorías de campo, que permite el uso de técnicas de física de partículas, particularmente la expresión de campos en términos de la dinámica de bucles.
Con Rovelli descubrió la discreción de las áreas y volúmenes y encontró su expresión natural en términos de una descripción discreta de la geometría cuántica en términos de redes de espín. En los últimos años se ha centrado en conectar LQG a la fenomenología mediante el desarrollo de implicaciones para las pruebas experimentales de las simetrías del espacio-tiempo, así como la investigación de las formas en que las partículas elementales y sus interacciones podrían surgir de la geometría del espacio-tiempo.

### Enfoques independientes de fondo para la teoría de cuerdas
Entre 1999 y 2002, Smolin hizo varias propuestas para proporcionar una formulación fundamental de la teoría de cuerdas que no dependa de descripciones aproximadas que involucren modelos de espacio-tiempo de fondo clásicos.

### Pruebas experimentales de la gravedad cuántica
Smolin es uno de los teóricos que han propuesto que los efectos de la gravedad cuántica pueden ser investigados experimentalmente mediante la búsqueda de modificaciones en la relatividad especial detectada en observaciones de fenómenos astrofísicos de alta energía. Estos incluyen los rayos cósmicos de alta energía y los fotones y neutrinos generados a partir de explosiones de rayos gamma. Entre las contribuciones de Smolin, están la coinvención de la relatividad doblemente especial (con João Magueijo, independientemente del trabajo de Giovanni Amelino-Camelia) y de la localización relativa (con Amelino-Camelia, Laurent Freidel y Jerzy Kowalski-Glikman).[cita requerida]

### Fundamentos de la mecánica cuántica
Smolin ha trabajado desde principios de la década de 1980 en una serie de propuestas de teorías de variables ocultas, que serían teorías determinísticas no locales que darían una descripción precisa de los fenómenos cuánticos individuales. En los últimos años, ha sido pionero en dos nuevos enfoques para la interpretación de la mecánica cuántica sugeridos por su trabajo sobre la realidad del tiempo, llamado La interpretación del conjunto real y el principio de precedencia.

### Selección natural cosmológica
La hipótesis de Smolin de la selección natural cosmológica, también llamada teoría de los universos fecundos, sugiere que un proceso análogo a la selección natural biológica se aplica a la escala más grandiosa. Smolin publicó la idea en 1992 y la resumió en un libro dirigido a un público general llamado La vida del cosmos.
Los agujeros negros tienen un papel importante en la selección natural. En su teoría, un agujero negro colapsable provoca la aparición de un nuevo universo en el "otro lado", cuyos parámetros constantes fundamentales (masas de partículas elementales, constante de Planck, carga elemental, etc.) pueden diferir ligeramente de aquellos del universo donde el agujero negro colapsó. Cada universo da lugar a tantos universos nuevos como agujeros negros. La teoría contiene las ideas evolutivas de "reproducción" y "mutación" de universos, y por lo tanto es formalmente análoga a los modelos de biología de población.
Alternativamente, los agujeros negros desempeñan un papel en la selección natural cosmológica reorganizando solo alguna materia que afecta la distribución de los universos de quarks elementales. La población resultante de universos se puede representar como una distribución de un paisaje de parámetros donde la altura del paisaje es proporcional al número de agujeros negros que tendrá un universo con esos parámetros. Aplicando el razonamiento tomado del estudio de los paisajes de acondicionamiento físico en la biología de la población, se puede concluir que la población está dominada por universos cuyos parámetros conducen la producción de agujeros negros a un pico local en el paisaje. Este fue el primer uso de la noción de un paisaje de parámetros en física.
Leonard Susskind, quien más tarde promovió un paisaje similar de teoría de cuerdas, declaró:
   "No estoy seguro de por qué la idea de Smolin no atrajo mucha atención. De hecho, creo que se merecía mucho más de la que tenía".
Sin embargo, Susskind también argumentó que, dado que la teoría de Smolin depende de la transferencia de información del universo padre al universo hijo a través de un agujero negro, finalmente no tiene sentido como teoría de selección natural cosmológica. De acuerdo con Susskind y muchos otros físicos, la última década de la física de los agujeros negros nos ha demostrado que no se puede perder información que entra en un agujero negro. Incluso Stephen Hawking, quien fue el mayor defensor de la idea de que la información se pierde en un agujero negro, ha revertido su posición.
En una revisión crítica de La vida del cosmos, el astrofísico Joe Silk sugirió que nuestro universo se queda corto en aproximadamente cuatro órdenes de magnitud a ser máximo para la producción de agujeros negros. En su libro Questions of Truth, el físico de partículas John Polkinghorne plantea otra dificultad con la tesis de Smolin: no se puede imponer el tiempo multiversal consistente para hacer funcionar la dinámica evolutiva, ya que los universos efímeros con pocos descendientes dominarían los universos longevos con muchos descendientes. Smolin respondió a estas críticas en artículos científicos.
Cuando Smolin publicó la teoría en 1992, propuso como una predicción de su teoría que ninguna estrella de neutrones debería existir con una masa de más de 1,6 veces la masa del sol. Más tarde esta cifra se elevó a dos masas solares en los siguientes modelos más precisos de interiores de estrellas de neutrones de astrofísicos nucleares. Si alguna vez se observara una estrella de neutrones más masiva, mostraría que las leyes naturales de nuestro universo no están ajustadas para la producción máxima de agujeros negros, porque la masa del quark podría reajustarse para reducir el umbral de masa para la producción de un agujero negro. Un púlsar de 2 masas solares fue descubierto en 2010.
En 1992, Smolin también predijo que la inflación, si es verdadera, solo debe estar en su forma más simple, gobernada por un solo campo y parámetro. Ambas predicciones se han mantenido, y demuestran la tesis principal de Smolin: que la teoría de la selección natural cosmológica es falsable según Karl Popper.[cita requerida]

### Contribuciones a la filosofía de la física
Smolin ha contribuido a la filosofía de la física a través de una serie de documentos y libros que abogan por la visión relacional o leibniziana del espacio y el tiempo. Desde 2006, ha colaborado con el filósofo brasileño y profesor de la Harvard Law School, Roberto Mangabeira Unger en los temas de la realidad del tiempo y la evolución de las leyes. En 2014 publicaron un libro al respecto, en que sus dos partes se escribieron por separado.
En abril de 2013 apareció la exposición de un libro sobre los puntos de vista filosóficos de Smolin, Time Reborn, que sostiene que la ciencia física ha hecho irreal el tiempo mientras que, como insiste Smolin, es la característica más fundamental de la realidad: "El espacio puede ser una ilusión, pero el tiempo debe ser real "(p.179). Una descripción adecuada según él daría un universo leibniziano: los indiscernibles no serían admitidos y cada diferencia debería corresponder a alguna otra diferencia, como lo haría el principio de razón suficiente. Unos meses más tarde, se ha publicado un texto más conciso en un documento titulado Temporal Naturalism.

### El problema con la física
El libro de Smolin de 2006, The Trouble with Physics, exploró el papel de la controversia y el desacuerdo en el progreso de la ciencia. Sostuvo que la ciencia avanza más rápido si la comunidad científica fomenta el mayor desacuerdo posible entre profesionales capacitados y acreditados antes de la formación del consenso provocado por la confirmación experimental de predicciones de teorías falsables. Propuso que esto significaba el fomento de diversos programas de investigación competitivos, y que la formación prematura de paradigmas no forzados por hechos experimentales puede retrasar el progreso de la ciencia.
Como caso de estudio, The Trouble with Physics se centró en la cuestión de la falsabilidad de la teoría de cuerdas, debido a las propuestas de que el principio antrópico se utilice para explicar las propiedades de nuestro universo en el contexto del paisaje de cuerdas. El libro fue criticado por los físicos Joseph Polchinski y otros teóricos de cuerdas.
En su libro anterior Three Roads to Quantum Gravity (2002), Smolin afirmó que la gravedad cuántica de bucles y la teoría de cuerdas eran esencialmente el mismo concepto visto desde diferentes perspectivas. En ese libro también favoreció el principio holográfico. 
El problema con la física, por otro lado, fue muy crítico con la importancia de la teoría de cuerdas en la física teórica contemporánea, que cree que ha suprimido la investigación en otros enfoques prometedores. Smolin sugiere que la teoría de cuerdas adolece de serias deficiencias y tiene un cuasi-monopolio no saludable en la comunidad de la teoría de partículas. Pidió una diversidad de enfoques a la gravedad cuántica, y argumentó que se debe prestar más atención a la gravedad cuántica de bucles, el enfoque que Smolin ha ideado. Finalmente, The Trouble with Physics también se preocupa en general por el papel de la controversia y el valor de diversos enfoques en el proceso de la ciencia.
En el mismo año en que se publicó The Trouble with Physics, Peter Woit publicó un libro para no especialistas cuya conclusión fue similar a la de Smolin, a saber, que la teoría de cuerdas era un programa de investigación fundamentalmente defectuoso.

## Libros para principiantes
Es autor de tres libros relativamente no técnicos apreciados para quienes no son físicos; donde analiza las implicaciones filosóficas de los avances en física y cosmología: 
- Life of the cosmos/ Vida del cosmos, 1997 ISBN 0-19-510877-X
- Three roads to quantum gravity/ Tres rutas de la gravedad cuántica, 2001
- 2006. The Trouble With Physics: The Rise of String Theory, the Fall of a Science, and What Comes Next. Houghton Mifflin. ISBN 978-0-618-55105-7